# Järnväg i Bosnien och Hercegovina

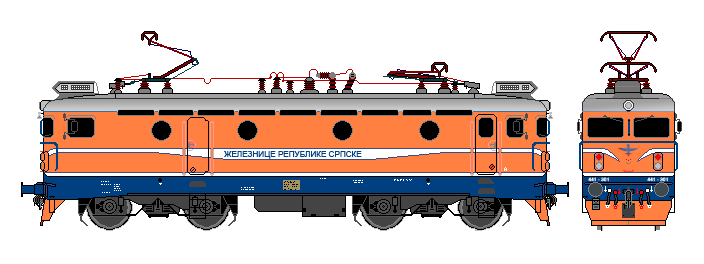
441-lok med färger tillhörande ŽRS.

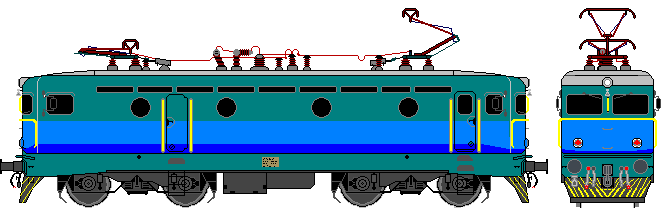
441-lok med färger tillhörande ŽFBiH.

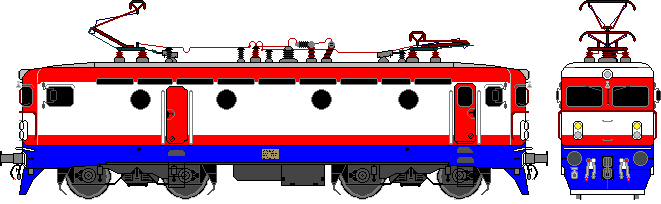
441-lok med färger tillhörande Zeljeznice Federacije BiH.

Järnvägstransporter i Bosnien och Hercegovina sköts av två bolag till följd av landets uppdelning i Daytonavtalet:
- Željeznice Federacije Bosne i Hercegovine, ZFBH, är den bosniska statliga järnvägen i Federationen Bosnien och Hercegovina.
- Željeznice Republike Srpske, ZRS, är järnvägarna i Republika Srpska.

Före 1992 sköttes trafiken av det jugoslaviska järnvägsbolaget Jugoslovenske Železnice.